# Berrocal de Huebra
Berrocal de Huebra is een gemeente in de Spaanse provincie Salamanca in de regio Castilië en León met een oppervlakte van 38,70 km². Berrocal de Huebra telt 68 inwoners (1 januari 2016).

## Demografische ontwikkeling
Bron: INE, 1857-2011: volkstellingen
Opm.: In 1857 werd de gemeente Coca de Huebra aangehecht